# Ioan Grigoraș
Ioan Grigoraș (Băcâia, 7 gennaio 1963) è un ex lottatore rumeno, specializzato nella lotta greco-romana. Ha rappresentato la Romania ai Giochi olimpici estivi di Barcellona 1992, vincendo la medaglia di bronzo nel torneo dei pesi supermassimi.

## Palmarès
- Giochi olimpici

Barcellona 1992: bronzo nei -130 kg;
- Mondiali

Budapest 1985: argento nei -130 kg;
- Europei

Poznan 1990: argento nei -130 kg;
Copenaghen 1992: bronzo nei -130 kg;